# Klipphaus

Altstadtmarkt um 1900: Blick nach Süden auf das Klipphaus (Bildmitte), mit Gewandhaus dahinter und Blick in die Brabandtstraße.

Das Klipphaus, auch als Klippstube oder Kliphus bezeichnet, war ein kleines Fachwerkhaus im Weichbild Altstadt von Braunschweig. Es befand sich auf der Südseite des Altstadtmarktes, direkt an die Nordseite des Gewandhauses angebaut. Das Fachwerkgebäude wurde in seiner endgültigen Form wohl um 1558 errichtet, im Zweiten Weltkrieg vollständig zerstört und nicht wieder aufgebaut.

## Etymologie
Die Benennung des Gebäudes soll auf das deutsche Wort „Klip“ [sic!] zurückzuführen sein, das, nachdem es in die englische Sprache Eingang gefunden hatte, schließlich als „Klub“ wieder in die deutsche Sprache Aufnahme fand. Seit wann das Haus diesen Namen trug, ist unbekannt. In einer Kämmereirechnung aus dem Jahre 1436 wird das „Klipphaus“ erstmals erwähnt.

## Nutzungsgeschichte
An der Stelle des hier beschriebenen Gebäudes soll sich bereits ein Vorgängerbau, die sogenannte „Scheerbude“, befunden haben. Sie war Eigentum des Rates der Braunschweiger Altstadt und wurde 1302 erstmals erwähnt. In dieser „Bude“ wurden – wie auch in den angrenzenden Gebäuden an der Gewandhausnordseite – die dort angebotenen Tuche geschoren. Das Haus scheint aber um 1456 so baufällig gewesen zu sein, dass der Rat Geld für einen Neubau sammelte, welcher dann bis 1498 einige Umbauten erfuhr. Neben diesem Gebäude befanden sich bis etwa 1470 weitere 13 sogenannte „Krambuden“ und 12 „Hokenbuden“, die bereits im 12. Jahrhundert erwähnt wurden. Zwischen 1470 und 1480 wurden diese Buden von der Nord- auf die Südseite des Gewandhauses, in die dort gelegene Garküche verlegt und an ihrer Stelle sechs größere Fachwerkhäuser, darunter das „Klipphaus“ errichtet. Um 1498 wurde das Klipphaus als Arrest- und Wachlokal der Konstabler der Altstadt genutzt, aber auch für deren Gelage. Zu diesem Zweck wurde vorübergehend auch eine Treppe außerhalb des Gebäudes angebracht, später, als das Haus wieder in Privatnutzung überging, aber wieder entfernt.
Von den patrizischen Gewandschneidern wurde es als Gildehaus genutzt, vom Rat als Weinstube, für Trinkgelage und Zusammenkünfte, insbesondere wie von Friedrich Knoll berichtet, nach den überstandenen schweren innerstädtischen Aufruhren des Jahres 1614. Der Rat vermietete das Gebäude zudem während der Braunschweiger Messen. Das Klipphaus wurde zuletzt wohl zur 1000-Jahr-Feier der Stadt Braunschweig im Jahre 1861 restauriert. In einem Brief vom 13. Juni 1891 behauptete Wilhelm Raabe, dass die Klippstube einst der Waffenbruderschaft der Lilienvente gehörte.

### Architektur

Poststraße um 1900: Blick auf die Ostfassade des Gewandhauses. Rechts daran gebaut das Klipphaus.

Das kleine, zweistöckige Fachwerkhaus, erbaut im Stil der Hildesheimer Früh-Renaissance war lediglich sieben Spann breit und mit auskragendem Obergeschoss. Es entstand in dieser Form erst um 1558. Ursprünglich schloss das Gebäude bündig mit der (alten) Ostfassade des Gewandhauses ab. Erst seitdem um 1590 die neue Renaissance-Schaufassade vor die alte Ostseite gesetzt wurde, erschien das Klipphaus einige Meter zurückgesetzt. Das Klipphaus verfügte weder über eine eigene Hausnummer noch über eine richtige Eingangstür, sondern nur über eine nachgebildete. Wie aus dem Stadtplan von Friedrich Wilhelm Culemann aus dem Jahre 1798 hervorgeht, hatte das Haus auch dieselbe Assekuranznummer, nämlich 768, wie das Gewandhaus. Auch gab es in seinem Inneren keine Treppe. In jedem Stockwerk befand sich lediglich je eine Stube, die als Gast- und Schankwirtschaft diente. Diese Räume waren nur über das Gewandhaus zugänglich. Die Stube in der zweiten Etage war mit zahlreichem Schnitzwerk verziert, so mit Arabesken, Medaillons mit Köpfen und einem roten Löwen in weißem Feld, der darauf verwies, dass das Haus Eigentum des Rates der Altstadt war. Des Weiteren befand sich in dem Raum ein Spruchband mit der schwer leserlichen Jahreszahl „1550“, „1558“ oder „1590“, was auf den (Um-)Bau des Hauses verweisen könnte.
Im Vergleich zum Erdgeschoss war das Obergeschoss durch nachträglichen Eingriff nach 1702 allmählich etwas schräg geworden. Der Grund soll die Bitte Herzog Rudolf Augusts von Braunschweig-Wolfenbüttel gewesen sein, einen Stützpfeiler aus dem Untergeschoss zu entfernen, um vom gegenüber liegenden Haus des Post-Intendanten Johann Peter von Lautensack, bei dem der Herzog häufig verkehrte, eine bessere Sicht auf den Altstadtmarkt zu erhalten und um dort besser mit der Kutsche fahren zu können. Dieser Bitte war man laut Protokoll vom 18. Februar 1702 nachgekommen. Zwar neigte sich das Geschoss dadurch etwas zur Seite, blieb aber insgesamt bis zur Zerstörung des Hauses 1944 stabil.

### Treffpunkt der Kleiderseller

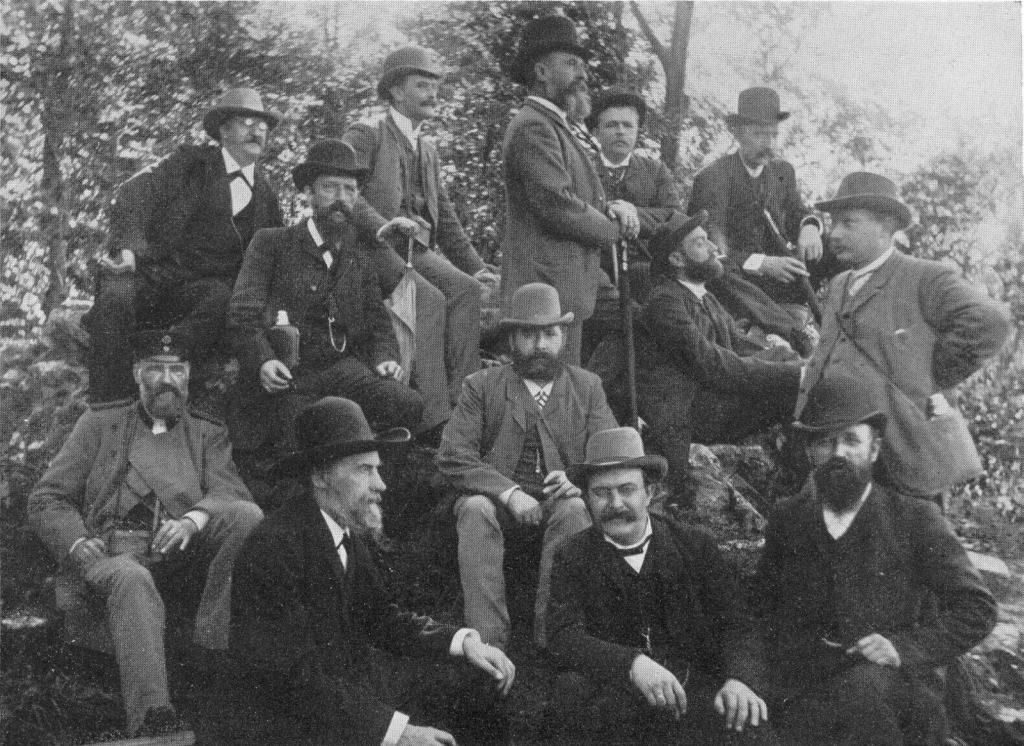
Die „Kleiderseller“ am 21. September 1890: Wilhelm Raabe in der untersten Reihe links.

Die „Kleiderseller“ waren eine gesellige Vereinigung von Honoratioren aus Braunschweig und Umgebung, die sich insbesondere in den Jahren zwischen 1882 und 1910 um den Schriftsteller Wilhelm Raabe geschart hatte. Man traf sich zu regelmäßigen Stammtischen an verschiedenen Orten in und um Braunschweig. So donnerstags im Grünen Jäger in Riddagshausen, später im Großen Weghaus in Stöckheim, dann ab Anfang 1888 samstags in der „Klippstube“, die fortan, bis zur Mitte der 1890er Jahre von ihnen aufgesucht wurde. Zum Schluss trafen sich die Kleiderseller vorzugsweise in Herbst’s Weinstube in der nahe dem Altstadtmarkt gelegenen Friedrich-Wilhelm-Straße 23.

### Zerstörung

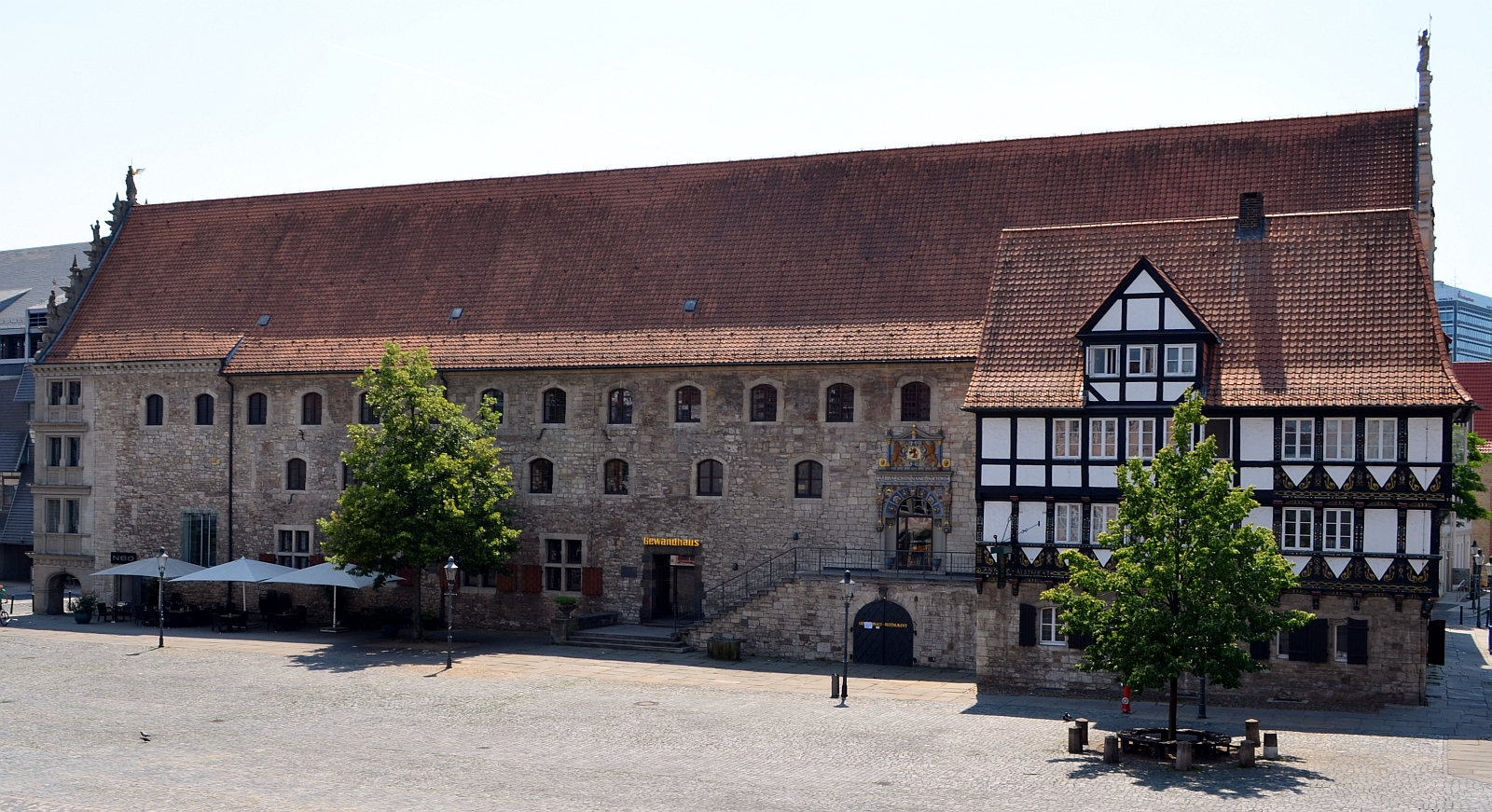
Die Nordseite des Gewandhauses im Jahre 2011 mit ehemaligem Rüninger Zollhaus (rechts, hinter dem Baum). Das Klipphaus befand sich dort, wo der linke Sonnenschirm steht.

Wie fast alle Gebäude rund um den Altstadtmarkt wurde auch das Klipphaus durch die zahlreichen Bombenangriffe des Zweiten Weltkrieges zusammen mit sämtlichen Fachwerkbauten auf der Nordseite des Gewandhauses, Altstadtmarkt 2–6, vollständig zerstört und nicht wieder aufgebaut. Die dadurch vor allem zwischen der Martinikirche und dem Westgiebel des Gewandhauses klaffende Lücke, wurde 1950 durch die Wiedererrichtung des dorthin versetzten ehemaligen Rüninger Zollhauses geschlossen. Die anderen Fachwerkhäuser wurden nicht ersetzt und die nunmehr kahle Nordfassade des Gewandhauses durch den Einbau von Fenstern, sowie des Renaissance-Portals der ebenfalls zerstörten Hagenmarkt-Apotheke umgestaltet.